# 8585 Пурпурея
8585 Пурпурея (8585 Purpurea) — астероїд головного поясу, відкритий 24 вересня 1960 року.
Тіссеранів параметр щодо Юпітера — 3,147.